# Deutsches Meisterschaftsrudern 1882
Das 1. Deutsche Meisterschaftsrudern wurde 1882 in Frankfurt am Main von der Frankfurter Rudergesellschaft Germania 1869 veranstaltet, wobei der „Meister von Deutschland“ ausschließlich im Männer-Einer ermittelt wurde. Gerudert wurde über 2.500 m an der Frankfurter Gerbermühle.

## Medaillengewinner
| Bootsklasse | Gold                                           | Silber                                    | Bronze                                          |
| ----------- | ---------------------------------------------- | ----------------------------------------- | ----------------------------------------------- |
| Einer       | Achilles Wild (Frankfurter RG Germania 1869 I) | Heinrich Hintermann (Wiener RV Donauhort) | Adolf Meixner (Frankfurter RG Germania 1869 II) |